# Внучково (Ярославская область)
Внучково — деревня в Большесельском сельском поселении Большесельского района Ярославской области.

## Население
По данным статистического сборника «Сельские населенные пункты Ярославской области на 1 января 2007 года», в деревне Внучково проживает 2 человека.

## География
Деревня расположена в южной части сельского поселения, на юг от села Новое, на правом берегу малой реки Свинцовка, протекающей в северо-западном направлении. Напротив Внучково на противоположном левом берегу Свинцовки стоит деревня Иванцево. С запада от Иванцево проходит дорога от села Новое с севера на юг до деревни Ботвино, основная дорога в этой части сельского поселения. Вверх по течению Свинцовки также противоположно стоят деревни Телятово на правом и Путалово на левом берегу. На восток от Внучково ра расстоянии около 1 км стоит деревня Селехово, расположенная на левом берегу безымянного правого притока реки Свинцовки. Обе эти деревни стоят на одном поле, окружённом лесами.